# Vorniceni, Botoșani
Vorniceni là một xã thuộc hạt Botoșani, România. Dân số thời điểm năm 2002 là 4517 người.